# 王冠

王冠的常见设计之一

王冠是一种由国王所佩戴的君主冠冕，属于王权象征物当中较为常见的一种。作为君主权力的象征，其通常根据民间纹章学而制，也象征着国家和君主的主权。